# Communauté de communes de la Guenelle
Die Communauté de communes de la Guenelle ist ein ehemaliger französischer Gemeindeverband (Communauté de communes) im Département Marne in der Region Champagne-Ardenne.
Mit Wirkung vom 1. Januar 2014 fusionierte der Gemeindeverband mit der Communauté de communes du Mont de Noix, der Communauté de communes de la Vallée de la Coole und der Communauté de communes de la Vallée de la Craie und bildete damit die neue Communauté de communes de la Moivre à la Coole.

## Ehemalige Mitgliedsgemeinden
- Cheppes-la-Prairie
- Mairy-sur-Marne
- Saint-Martin-aux-Champs
- Togny-aux-Bœufs
- Vitry-la-Ville